# غويلرمو بايز
غويلرمو بايز (بالإسبانية: Guillermo Páez)‏ مواليد 18 أبريل 1945 في تشيلي، هو لاعب كرة قدم تشيلي سابق كان يلعب كلاعب وسط. سبق له أن لعب في كأس العالم لكرة القدم مع منتخب بلاده.

## روابط خارجية
- غويلرمو بايز على موقع الاتحاد الدولي (مؤرشف)  (الإنجليزية)
- غويلرمو بايز على موقع قاعدة بيانات كرة القدم.إي يو (الإنجليزية)
- غويلرمو بايز على موقع ناشيونال فوتبول تيمز (الإنجليزية)